# Bouteille de sorcière

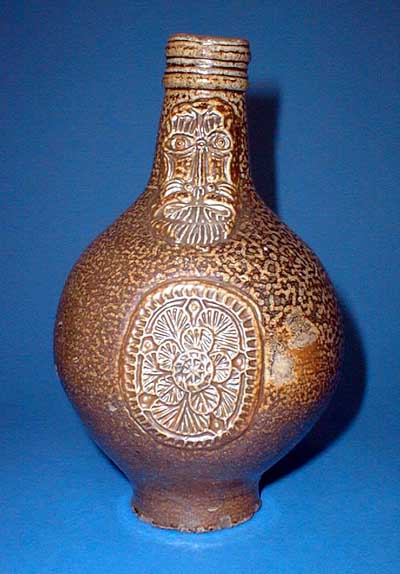
Une jarre Bellarmine utilisée comme bouteille de sorcière, vers 1650.

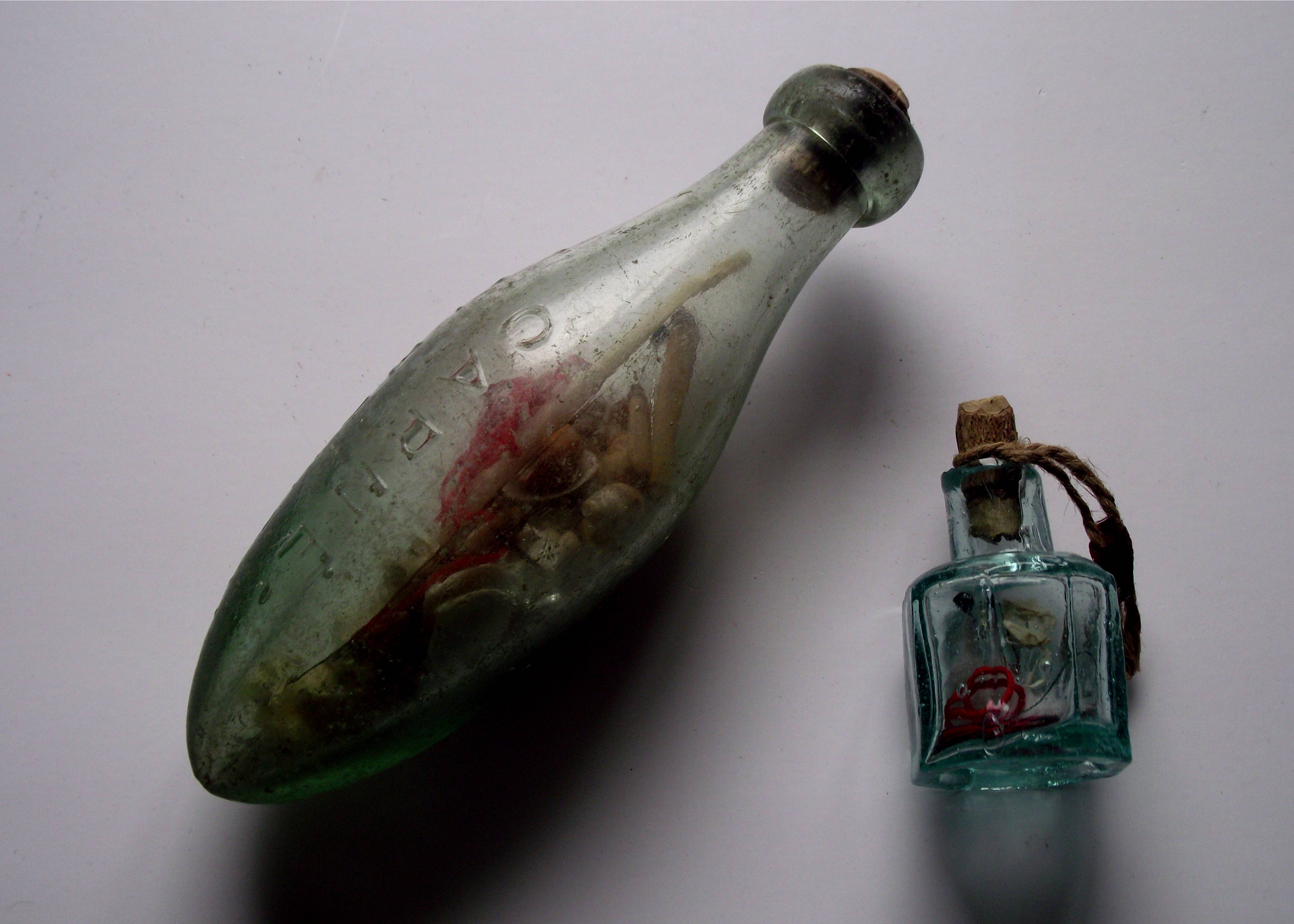
Bouteille de sorcière.

Une bouteille de sorcière est un instrument de protection contre la sorcellerie. Des fouilles archéologiques et des documents historiques permettent de les recenser en Angleterre, aux États-Unis et au Canada. La première mention écrite date du XVIIe siècle.

## Description
Certains des premiers flacons de sorcière documentés sont des cruches en grès émaillé connues sous le nom de « cruches Bartmann »,« Bellarmines » ou « Barbes grises ». Les « Bellarmines » doivent leur nom à un inquisiteur catholique, Robert Bellarmin, qui a persécuté les protestants et a contribué à l'incinération de Giordano Bruno. Les « barbes grises» et les « bellarmines » étaient fabriquées en grès brun ou gris émaillé et estampées d'un visage barbu,.

## Histoire
Les bouteilles de sorcière étaient un phénomène particulièrement répandu dans les îles britanniques aux XVIe et XVIIe siècles. Pour se protéger des sorcières , les gens enterraient des bouteilles en grès ou en verre dans lesquelles ils inséraient des clous , des ongles , de l'urine humaine et d'autres objets, et les bouchaient. Jusqu’à présent, les archéologues ont trouvé environ 200 exemples de ces bouteilles de sorcière. En 2009, un spécimen intact a été retrouvé pour la première fois lors de travaux de construction à Londres (Greenwich). Un autre exemplaire est découvert en 2020 à Turnhout près d'Anvers.

## Au Royaume-Uni
Cette forme de « sortilège en bouteille »  était très répandue dans l'Angleterre élisabéthaine, en particulier dans l'East Anglia, où les superstitions et la croyance dans les sorcières étaient fortes. Les bouteilles étaient le plus souvent enterrées sous la cheminée, sous le plancher et plâtrées à dans les murs. En 2016, une bouteille de verre trouvée enterrée sous le seuil d'une maison a fait l'objet d'un épisode de l'émission Antiques Roadshow tourné à Trelissick, en Cornouailles ; Andy McConnell, spécialiste du verre, a goûté une petite quantité du contenu, estimant qu'il s'agissait probablement de porto ou de vin, bien qu'il ait noté un goût de rouille et la présence de clous. En 2019, le contenu a été analysé par l'université de Loughborough, qui a identifié que la potion contenait en fait de l'urine, un tout petit peu d'alcool et un cheveu humain, ainsi que des épingles en laiton datant de la fin des années 1840 et un ostracoderme. Il s'agirait d'un flacon de sorcière,.

## En Belgique
En 2020, lors de la rénovation du pub 'De Zwarte Ruiter à Turnhout, en Belgique,  une cruche datant du XVIe sièclea été découverte. Elle était utilisée pour conjurer la sorcellerie. C'est la première fois qu'une telle bouteille de sorcière est découverte en Europe en dehors de l'Angleterre.

## Aux États-Unis
Moins d'une douzaine de bouteilles de sorcière ont été identifiées aux États-Unis. L'archéologue Marshall Becker a été le premier à identifier une bouteille de sorcière américaine dans un contexte archéologique, connue sous le nom de « bouteille de sorcière d'Essington  », récupérée lors de fouilles sur l'île de Great Tinicum dans le comté de Delaware, en Pennsylvanie. Un site d'esclaves ou de locataires du milieu du XIXe au début du XXe siècle dans le comté de Dorchester, dans le Maryland, a livré une « bouteille de sorcière » enterrée dont le bouchon de liège était hérissé d'épingles droites. En 2016, une bouteille remplie de clous a été déterrée du foyer d'un site de la guerre de Sécession en Virginie et semble être une « bouteille de sorcière ».